# Valentina Aprea
Valentina Aprea (Bari, 17 luglio 1956) è una politica italiana.

## Biografia
È nata a Bari, ma vive a Basiglio (Milano); dopo essersi laureata in pedagogia con 110 e lode presso l'Università di Bari, diviene insegnante elementare.
Nel 1983, a 27 anni, accede alla dirigenza pubblica nel settore dell'istruzione prima a Parma e poi a Basiglio.

## Attività politica
Già esponente del PSI, nel 1994 è tra le prime donne ad essere chiamate da Silvio Berlusconi a rappresentare in Parlamento il movimento politico Forza Italia. È eletta alla Camera dei deputati nel Collegio uninominale di Rozzano in Lombardia in rappresentanza della coalizione di centro-destra nelle elezioni del 1994, 1996 e 2001. Dal 1998 al 2003 è consigliere comunale a Basiglio. Nel 2006 e 2008 viene eletta prima nelle liste di Forza Italia, poi del Popolo della Libertà, nella circoscrizione Lombardia 1.
Alle elezioni europee del 2009 è candidata nella lista del PdL nella Circoscrizione Italia Nord Occidentale senza però essere eletta.
È stata responsabile delle politiche scolastiche di Forza Italia e, nei Governi Berlusconi II e III, ha ricoperto l'incarico di sottosegretario al Ministero dell'istruzione, dell'università e della ricerca. Con l'allora ministro dell'istruzione, dell'università e della ricerca Letizia Moratti ha collaborato alla stesura della legge 53/03 e dei decreti attuativi della riforma Moratti della scuola.
È stata, inoltre, Segretario di Presidenza della Camera dei Deputati nella XV Legislatura e presidente della Commissione Cultura, Scienza e Istruzione nella XVI Legislatura.

### Il Disegno di Legge 953 (DDL Aprea)
Aprea, come Presidente della Commissione Cultura della Camera dei Deputati nella XVI legislatura, ha avanzato un complesso di proposte di riforma del sistema scolastico, riassunte nel libro La scuola che non c'è da lei scritto, che si sono concretizzate nel disegno di legge del 12 maggio 2008 (Norme per l'autogoverno delle istituzioni scolastiche e la libertà di scelta educativa delle famiglie, nonché per la riforma dello stato giuridico dei docenti, più comunemente definito Disegno di legge n.953 Aprea).
Nel 2012 viene votato in Commissione Cultura alla Camera da una maggioranza trasversale composta da PDL, PD e UDC il PDL 953, denominato disegno di legge Aprea-Ghizzoni, riguardante profonde modifiche da apportare all'istruzione pubblica. Esso ha scatenato le proteste di molte associazioni di studenti italiani (come Rete degli Studenti Medi e Unione degli Studenti), dovuta anche agli ulteriori tagli alla scuola apportati dal governo nel periodo precedente al DDL, con le conseguenti occupazioni ed autogestioni di numerose scuole italiane.
Le norme più contestare del DDL
Aprea sono state la possibilità di partecipazione di membri esterni alla scuola alla sua governance, la possibilità per le scuole di ricevere finanziamenti dai privati e il rimando allo statuto dell'autonomia della disciplina degli organi collegiali. 
Il DDL Aprea non è mai entrato in vigore per la mancata discussione e approvazione in Senato.

### Assessore nella Giunta Regionale della Lombardia (2012-2018)
L'8 febbraio 2012 è stata nominata Assessore regionale all'Istruzione, Formazione e Cultura della Regione Lombardia nella IV Giunta Formigoni, carica costituzionalmente incompatibile con quella di deputato (art. 122 Cost.). Il 3 aprile Valentina Aprea ha comunicato la scelta di optare per la carica di assessore regionale, rassegnando le dimissioni dalla Camera dei deputati. Il 22 ottobre dello stesso anno le viene rinnovato l'incarico di assessore, a cui vengono aggiunte come competenze anche l'occupazione e le politiche del lavoro, nella nuova Giunta Formigoni, voluta dal Presidente della Lombardia per governare la regione fino alle successive elezioni anticipate.
Sostenitrice dell'innovazione e sensibile alla diffusione delle nuove tecnologie, durante il suo mandato lancia il bando Generazione Web in collaborazione con il MIUR: 1398 classi di scuola superiore lombarda adottano i libri di testo in versione digitale.
Ha ottenuto la firma del Protocollo d'Intesa Ponte generazionale, siglato l'11 dicembre 2012 tra la Regione e Assolombarda. Tale accordo offre ai lavoratori prossimi al pensionamento, una forma di part-time volontario al quale saranno integrati i contributi previdenziali. Conseguentemente l'azienda potrà assumere un giovane inoccupato o disoccupato attraverso contratti di apprendistato.
Candidata alle elezioni regionali lombarde del 2013  nella lista del PdL in provincia di Milano,  ottiene 1737 preferenze senza essere eletta, ma il suo incarico sarà comunque riconfermato nella giunta Maroni.

### Gli ultimi anni alla Camera, l’addio e il rientro in Forza Italia
Alle elezioni politiche del 2018 è rieletta alla Camera con Forza Italia nel collegio uninominale di Gorgonzola.
Alle elezioni politiche anticipate del 25 settembre 2022 viene candidata per la Camera dei deputati come capolista nel collegio plurinominale di Bergamo. Non è rieletta e all’inizio di novembre, dopo la mancata nomina a sottosegretario all’Istruzione nel Governo Meloni nonostante la promessa fattale da Silvio Berlusconi, lascia Forza Italia e la carica di dirigente del Dipartimento Istruzione.
In occasione delle elezioni regionali lombarde del febbraio 2023 si candida nella lista civica di Letizia Moratti nella Città metropolitana di Milano. Otterrà 391 preferenze senza essere eletta.
Ad ottobre torna in FI, seguendo la Moratti, nuovamente con l’incarico di responsabile del Dipartimento Istruzione.

## Opere
- Valentina Aprea. La scuola che non c'è. Testimonianze di un'occasione perduta. Roma, Liberal Libri, 2000. ISBN 9788882700331.